# Griveaudia
Griveaudia  là một chi bướm đêm thuộc họ Callidulidae.

## Các loài
- Griveaudia atkinsoni Moore, 1879
- Griveaudia charlesi Viette, 1968
- Griveaudia discothyrata Poujade, 1895
- Griveaudia nigropuncta Leech, 1898
- Griveaudia tractiaria Oberthür, 1893
- Griveaudia vieui Viette, 1958